# 에스키모알류트어족
에스키모·알류트어족(영어: Eskimo–Aleut languages)은 어족의 하나로, 그린란드, 캐나다 북부, 알래스카, 러시아 극동 등에 분포한다.
에스키모알류트어족은 크게 에스키모어파와 알류트어로 나뉜다. 알류트어는 여러 방언이 있으나 보통 단일 언어로 취급되며 알류샨 제도와 프리빌로프 제도에서 쓰인다. 한편 에스키모어파는 유피크어파와 이누이트어파로 나뉜다. 유피크어파 언어들은 서부 및 서남부 알래스카와 극동 시베리아에서 쓰이고, 이누이트어파 언어들은 북부 알래스카, 캐나다, 그린란드에서 쓰인다. 오늘날 사어가 된 시레니크어는 에스키모어파 내의 분류가 명확하지 않은데, 학자에 따라 유피크어파에 속한다고 보기도 하고, 에스키모어파 안에서 독립된 어파를 이룬다고 보기도 한다.
에스키모알류트 언어들은 포합어로서 한 단어 안에 수많은 접사가 붙을 수 있어, 한 단어가 한 문장의 의미를 표현할 만큼 길고 복잡해지기도 한다. 예컨대 중앙 알래스카유피크어로는 다음과 같이 말할 수 있다.
| qayarpaliqasqessaagellruaqa                                                |
| qayar-pa-li-qa-sqe-ssaage-llru-aqa                                         |
| kayak-big-make-pol-ev-A.ask-but-past-1sg/3sg.ind                           |
| 나는 그에게 큰 카약을 만들어 달라고 부탁했다. (그러나 아직 만들지 않았다.) |

## 분류
에스키모-알류트어족
- 알류트어: 화자 약 500명
- 에스키모어파(유픽·이누이트어파)
  - 유픽어파: 화자 약 11,000명
    - 중앙 알래스카 유픽어
    - 태평양만 유픽어
    - 중앙 시베리아 유픽어
    - 나우칸어
    - 시레니크어 (사어)

  - 이누이트어군: 화자 약 100,000명
    - 이누피아크어
      - 카위아라크어
      - 이누피아툰어

    - 이누비알룩툰어
      - 시글리툰어
      - 이누인나크툰어
      - 나트실링미우투트어

    - 이누크티투트어: 화자 약 40,000명
      - 누나트시아붐미우투트어
      - 누나빔미우티투트어
      - 키키크탈루크 니기아니어
      - 키키크탈루크 우안낭아니어
      - 아이빌림미우투트어
      - 키발리르미우투트어

    - 그린란드어: 화자 약 50,000명
      - 칼랄리수트어
      - 투누미수트어
      - 이누크툰어 (아바네르수아크어)

## 참고 문헌
1. ↑  Hammarström, Harald; Forkel, Robert; Haspelmath, Martin; Bank, Sebastian, 편집. (2023). 〈Eskimo–Aleut〉. 《Glottolog 4.8》. Jena, Germany: Max Planck Institute for the Science of Human History.
2. ↑  Miyaoka, Osahito (2012). 《A grammar of Central Alaskan Yupik (cay)》. Mouton Grammar Library.